# Auberives-sur-Varèze
Auberives-sur-Varèze è un comune francese di 1 474 abitanti situato nel dipartimento dell'Isère della regione dell'Alvernia-Rodano-Alpi.

## Società

### Evoluzione demografica
Abitanti censiti